# Andorra nos Jogos Olímpicos
Andorra participou pela primeira vez dos Jogos Olímpicos em 1976. Eles têm participado de todas as edições desde sua estreia. Eles também têm aparecido em todos Jogos Olímpicos de Inverno desde 1976.
Eles nunca ganharam uma medalha em Jogos Olímpicos de Verão ou Inverno. Eles normalmente competem na Natação, Atletismo, Tiro Esportivo e Ginástica.
Eles são representados pelo Comitê Olímpico de Andorra desde 1976.

## Quadros de medalhas
| Jogos               | Atletas       | Ouro | Prata | Bronze | Total | Posição |
| 1976 Montreal       | 3             | 0    | 0     | 0      | 0     | -       |
| 1980 Moscou         | 2             | 0    | 0     | 0      | 0     | -       |
| 1984 Los Angeles    | 2             | 0    | 0     | 0      | 0     | -       |
| 1988 Seul           | 3             | 0    | 0     | 0      | 0     | -       |
| 1992 Barcelona      | 8             | 0    | 0     | 0      | 0     | –       |
| 1996 Atlanta        | 8             | 0    | 0     | 0      | 0     | –       |
| 2000 Sydney         | 5             | 0    | 0     | 0      | 0     | –       |
| 2004 Atenas         | 6             | 0    | 0     | 0      | 0     | –       |
| 2008 Beijing        | 5             | 0    | 0     | 0      | 0     | –       |
| 2012 Londres        | 6             | 0    | 0     | 0      | 0     | –       |
| 2016 Rio de Janeiro | 5             | 0    | 0     | 0      | 0     | –       |
| 2020 Tóquio         | Evento Futuro |      |       |        |       |         |
| Total               | Total         | 0    | 0     | 0      | 0     | -       |

| Jogos               | Atletas       | Ouro          | Prata         | Bronze        | Total         | Posição       |
| 1976 Innsbruck      | 5             | 0             | 0             | 0             | 0             | —             |
| 1980 Lake Placid    | 3             | 0             | 0             | 0             | 0             | —             |
| 1984 Saraievo       | 2             | 0             | 0             | 0             | 0             | —             |
| 1988 Calgary        | 4             | 0             | 0             | 0             | 0             | —             |
| 1992 Albertville    | 5             | 0             | 0             | 0             | 0             | —             |
| 1994 Lillehammer    | 6             | 0             | 0             | 0             | 0             | —             |
| 1998 Nagano         | 3             | 0             | 0             | 0             | 0             | —             |
| 2002 Salt Lake City | 3             | 0             | 0             | 0             | 0             | —             |
| 2006 Turim          | 3             | 0             | 0             | 0             | 0             | —             |
| 2010 Vancouver      | 6             | 0             | 0             | 0             | 0             | —             |
| 2014 Sóchi          | 6             | 0             | 0             | 0             | 0             | —             |
| 2018 PyeongChang    | Evento Futuro | Evento Futuro | Evento Futuro | Evento Futuro | Evento Futuro | Evento Futuro |
| 2022 Beijing        | Evento Futuro | Evento Futuro | Evento Futuro | Evento Futuro | Evento Futuro | Evento Futuro |
| Total               | Total         | 0             | 0             | 0             | 0             | -             |